# Eruzioni storiche di Tenerife
Elenco delle eruzioni di cui si hanno testimonianze storiche avvenute sull'isola di Tenerife:
- Eruzione del 1341: prima eruzione storica basata sulla testimonianza di marinai biscaglia che lo hanno scritto nei loro diari. Tuttavia, queste testimonianze non sono considerate un riferimento affidabile.[1]

- Eruzione del 1393-1394: Seconda eruzione storica secondo i riferimenti dei naviganti di Vizcaya. Non è considerato affidabile.[1]

- Eruzione del 1430: questa eruzione è conosciuta solo dai riferimenti dei Guanci. Si è svolto nella zona della valle di La Orotava, anche se non è stata trovata con esattezza.[1]

- Eruzione di Boca Cangrejo (1492): Questa eruzione è stata vista da Cristoforo Colombo durante il suo passaggio attraverso il sud di Tenerife durante il viaggio che lo portò a scoprire l'America.[2]

- Eruzioni degli anni 1704-1705: è avvenuta attraverso tre punti di emissione: Siete Fuentes, Fasnia e Montaña de Las Arenas.

- Eruzione di Trevejo o di Garachico (1706): è successo il 5 maggio del 1706, a circa 8 chilometri a sud di Garachico.

- Eruzione di Chahorra (1798): L'eruzione si è verificata nel Pico Viejo il 9 giugno 1798 e si è conclusa l'8 settembre dello stesso anno.

- Eruzione di Chinyero (1909): Iniziò il 18 novembre 1909 e durò dieci giorni.